# Garner Lake Provincial Park
Garner Lake Provincial Park är en park i Kanada.   Den ligger i provinsen Alberta, i den centrala delen av landet, 2 700 km väster om huvudstaden Ottawa. Garner Lake Provincial Park ligger 600 meter över havet.
Terrängen runt Garner Lake Provincial Park är huvudsakligen platt. Garner Lake Provincial Park ligger nere i en dal. Trakten runt Garner Lake Provincial Park är nära nog obefolkad, med mindre än två invånare per kvadratkilometer.. Närmaste större samhälle är Vilna, 14,0 km sydväst om Garner Lake Provincial Park. 
Trakten runt Garner Lake Provincial Park består till största delen av jordbruksmark.